# Buvika/Ilhaugen

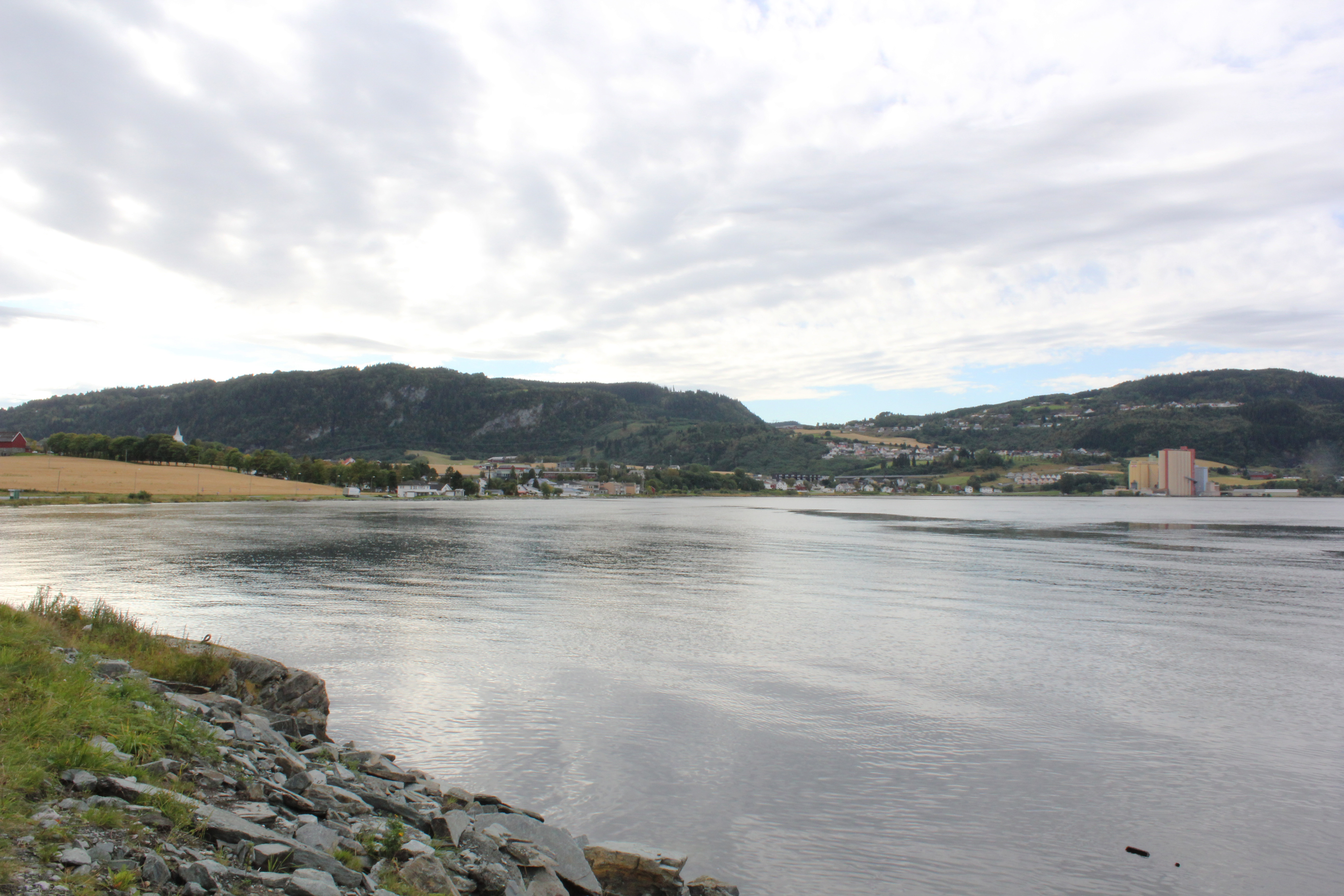
Buvika (2012)

Buvika/Ilhaugen ist ein Tettsted (Ortschaft) in Norwegen, in der Kommune Skaun in Trøndelag. Die Ortschaft hat 3193 Einwohner (Stand: 1. Januar 2024) und eine Fläche von 1,48 km².
Buvika/Ilhaugen hat die Postleitzahl 7350 Buvika. Die Ortschaft Buvika/Ilhaugen wurde aus den zwei zusammengelegten Dörfern Buvika und Ilhaugen gegründet und besteht aus den jetzt miteinander verwachsenden Orten. Buvika/Ilhaugen liegt an der Europastraße E39 und ist etwa 8 km östlich entfernt von Børsa, wo auch das kommunale Verwaltungszentrum (Administrasjonssenter bzw. Kommunesenter) der Kommune Skaum liegt.